# Сванте

Родовий герб Свантеполка Кнудссона

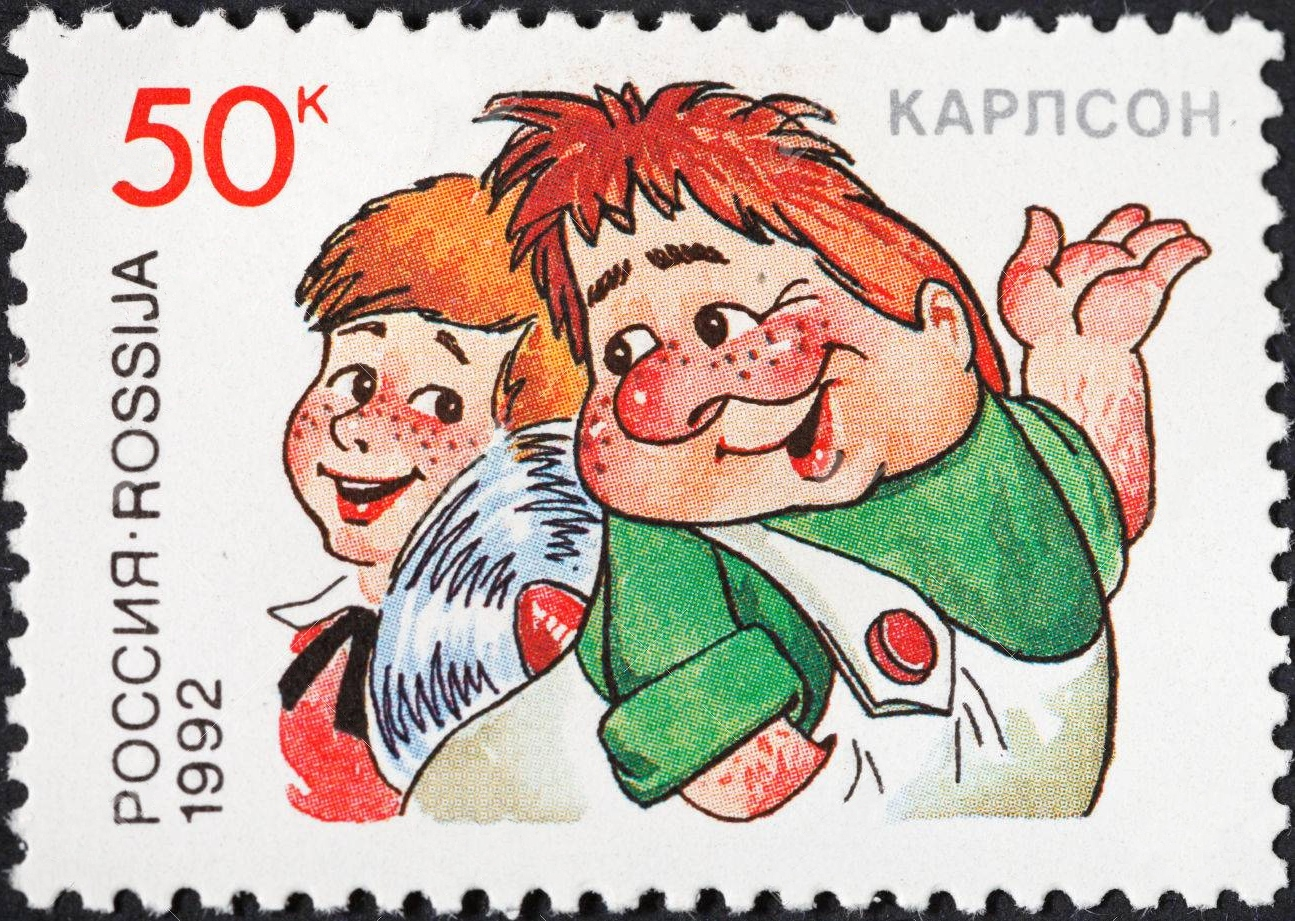
Малюка, героя творів Астрід Ліндґрен, звали Сванте Свантесон

Сванте (швед. Svante) — шведське чоловіче ім'я. Має слов'янське походження і існує як Святополк в українців, Świętopełk у поляків, Svatopluk у чехів і Svätopluk у словаків. Також ім'я Svjatopluk має і інші варіації у різних народів.
У другій половині XIII століття Свантеполк Кнудссон (пом. 1310), лорд Вібю, оселився у Швеції, в провінції Естерйотланд. Його батьком був Кнуд Вальдемарссон, герцог Ревеля, Блекінґе і Лолланна, позашлюбний син данського короля Вальдемара II Переможного. Про його матір майже нічого невідомо, крім того, що вона була з слов'янського племені поморян. Вочевидь, саме їй Свантеполк був зобов'язаний своїм ім'ям. Його брат Ерік, герцог Халланду, отримав традиційне скандинавське ім'я.
Свантеполк Кнудссон належав до вищої шведської знаті, мав титул державного радника, був посвячений у лицарі, був лаґманом (вищою посадовою особою з судовими повноваженнями) в Естерйотланді. Завдяки йому ім'я Свантеполк (Swantepolk, Svatopluk, Swietopelk, Sviatopolk) увійшло до традиції шведського іменування у формі Сванте. Ім'я набуло великої популярності в Швеції, його носило багато відомих і знатних осіб. Воно стало календарним, іменини відзначаються 10 червня в один день з іншим запозиченим ім'ям — Борис.
Ім'я Сванте було особливо популярно як перше ім'я для хлопчиків, що народилися в 1940-1950-х роках. З 1960 року ім'я стало більш рідкісним до середини 1990-х років, після чого з'явилася тенденція до зростання популярності. Станом на 31 грудня 2008 року в Швеції було 6830 чоловік, що носять ім'я Сванте. 138 хлопчиків, що народилися 2008 року, отримали це ім'я.

## Відомі постаті
- Сванте Август Арреніус (швед. Svante August Arrhenius; 1859–1927) — шведський фізик, хімік й астрофізик; професор.
- Сванте Ліндквіст (швед. Svante Lindqvist; н. 26 квітня 1948) — шведський історик технологій, колишній маршал.
- Сванте Нільсон (швед. Svante Nilsson; 1460–1512) — регент Швеції з 1504 до 1512 року.
- Сванте Петтерссон (швед. Svante Pettersson; 1911–1994) — шведський банківський службовець, скрипаль, композитор і збирач народної музики.
- Сванте Расмусон (швед. Svante Rasmuson; н. 18 листопада 1955) — шведський лікар і колишній спортсмен-п'ятиборець.
- Сванте Ріналдо (швед. Svante Rinaldo; н. 7 жовтня 1937) — шведський легкоатлет.
- Сванте Турессон (швед. Svante Thuresson; н. 7 лютого 1937) — шведський джазовий музикант, співак, продюсер.
- Сванте Хенрюсон (швед. Svante Henryson; н. 22 жовтня 1963) — шведський композитор і музикант (віолончеліст, контрабасист) у стилі джазу, класики і хардроку.